# Tourouvre

Tourouvre este o comună în departamentul Orne, Franța. În 1 ianuarie 2018 avea o populație de 1.530 de locuitori.